# Ябука (острів)
Ябука (хорв. Jabuka) — безлюдний вулканічний острів у складі архіпелагу Вис, омивається Адріатичним морем. Адміністративно належить Сплітсько-Далматинській жупанії Хорватії. Площа острова становить 0,022585 км², найбільша висота - 99,333 метрів над рівнем моря. На острові живе ендемік Podarcis melisellensis pomoensis та ростуть ендеміки Aurinia leucadea subsp. scopulorum, Centaurea crithmifolia, Centaurea friderici subsp. jabukensis Centaurea jabukensis и Limonium pomoense. 
Ябука вперше з'явився на мапах у XIV столітті. У XV—XVII століттях на острові було поширене полювання на соколів. З 1958 року він є геологічним пам'ятником природи. У 2003 і 2004 році в районі острова сталися два землетруси Магнітуда магнітудами 5,5 і 5,2 відповідно. У липні 2013 року Ябука та його прибережні води увійшли до складу мережі охоронних ділянок «Натура 2000». З 2017 року басейн Ябуки є зоною обмеженого рибальства. 17 квітня 2019 року весь архіпелаг набув статусу Глобального геопарку ЮНЕСКО.